# Dohäsan
 (février 2008).
 Dohäsan (né vers 1790 et mort en 1866) était un important chef amérindien.  Il fut chef de guerre du groupe Kata ou Arikara de la tribu des Kiowas, puis chef suprême de la tribu kiowa tout entière, une position qu'il conserva pendant la durée remarquable de 33 années. Dernier chef suprême incontesté des Kiowas en tant que peuple libre, il est surtout connu comme le commandant en chef des Indiens des Plaines lors de la plus grande bataille jamais disputée entre ces tribus et les États-Unis.

## Nom
Le nom de Dohäsan a été traduit par Petite Montagne, Petite Falaise, ou Sommet-de-la-Montagne. Il était le fils d'un chef nommé Dohá (Falaise). Ce nom, ainsi que la position de chef au sein de son groupe, était héréditaire, mais pas nécessairement en filiation directe de père à fils : c'est le neveu de Dohäsan, et non un de ses fils, qui lui succéda, et bien que son père ait été chef, c'est de son oncle, chef de guerre héréditaire, qu'il hérita son nom.

## Vie avant d'être chef suprême
Le groupe Arikara porte ce nom à cause des liens commerciaux étroits avec les Arikaras de la vallée supérieure du Missouri mentionnés dans les premières histoires de la tribu. Leurs relations commerciales avec divers marchands d'origine européenne font que les Kiowas, et les Arikatas en particulier, étaient bien connus des Blancs. Dohäsan en particulier est remarqué par ces commerçants dès la fin des années 1820. Il gagne une réputation de guerrier violent mais rusé et de chef de guerre victorieux.
Bien que la position de chef du groupe Arikara soit héréditaire, ce n'est pas le cas pour celle de chef suprême de tout le peuple Kiowa. Les anciens de tous les groupes se rencontrent et élisent ce chef suprême, qui conserve ce titre en général pour le reste de sa vie. Dohäsan devient chef suprême des Kiowas au printemps 1833 : les anciens et les sous-chefs de tribus ont déposé l'ancien chef suprême A'date, après le massacre de son village par des Osages à Cutthroat Gap, dans ce qui deviendra le Territoire indien des Oklahomas.

## Chef suprême des Kiowas
C'est après son ascension au poste de chef suprême que l'armée américaine fait la connaissance de Dohäsan. Le massacre d'un village entier de Kiowas incite le colonel Henry Dodge à une expédition dans l'Ouest de l'Oklahoma pendant l'été 1834. Dohäsan fait partie de ceux qui saluent le colonel et son expédition. C'est à cette occasion que le peintre George Catlin, qui accompagne l'expédition, fait une esquisse, puis peint un portrait de Dohäsan. L'objectif de l'expédition est de mettre fin aux combats féroces entre les différentes tribus des Plaines et en mai 1837, Dohäsan est un des chefs qui signent le traité de Fort Gibson, par lequel le gouvernement des États-Unis cherche à terminer la guerre intertribale en Territoire indien.
Les traités ne font pas cesser les raids fréquents des Kiowas pour obtenir des chevaux et d'autres butins et on peut même se demander  s'ils ralentissent les combats entre tribus. Le Texas est à peu près grand ouvert aux raids conjoints des Kiowas et des Comanches, et les razzias annuelles au Mexique deviennent une partie redoutée de la vie tant au Mexique que dans les États du Nord. Lors de ces raids, Dohäsan, ses hommes et ses alliés comanches vont passer l'hiver dans la Llano Estacado, en particulier le long de la vallée de la Canadian River et dans le canyon de Palo Duro, qui sert de base à la fois pour la saison d'hiver et pour les raids annuels sans cesse croissants,.
Le 7 septembre 1845, dans le canyon de Palo Duro, le lieutenant James W. Abert esquisse le portrait de Dohäsan dans son album d'aquarelles. Pendant l'été 1851, Dohäsan conduit une attaque avec différents groupes Kiowas et Comanches contre les Pawnees près de Medicine Lodge Creek dans le Kansas, et les massacre.
Le nom de Dohäsan gagne en importance dans les notes de l'armée en 1857 lorsqu'il extirpe ses guerriers d'une embuscade de soldats mexicains à Hueco Tanks près d'El Paso Norte au Texas. Les Mexicains avaient poursuivi les Amérindiens après un de leurs raids au Mexique et espéraient les éliminer. Au lieu de cela, la plus grande partie des troupes mexicaines sont tuées ou blessées.
Le gouvernement américain est d'abord très anxieux de conserver l'amitié des Kiowas alors que la guerre civile menace et fin 1859, en geste de bienveillance, les troupes du major John Sedgwick offrent à Dohäsan un vieux charriot-ambulance en plus des présents habituels. Incapable de conduire un attelage, Dohäsan fait monter de jeunes garçons kiowas directement sur les chevaux harnachés, pendant qu'il s'assoit sur le siège du conducteur. Mais en 1861, quand les autorités fédérales le menacent finalement de ne pas distribuer leurs cadeaux annuels et d'envoyer des troupes contre les Kiowas si ceux-ci ne cessent pas leurs raids, Dohäsan, en colère et plein de mépris, traite le « chef blanc » d'imbécile « au cœur de femme ».

## Première bataille Adobe Walls
Dohäsan s'est rendu célèbre en particulier pour avoir commandé les forces amérindiennes lors de la première bataille d'Adobe Walls. Pour faire cesser les raids kiowas, le général James H. Carleton envoie en novembre 1864 le colonel Kit Carson avec 335 cavaliers, des éclaireurs utes et jicarillas et deux obusiers de montagne sur les villages des Kiowas, près d'Adobe Walls. À sa grande consternation, il doit affronter Dohäsan à la tête de plusieurs milliers de guerriers amérindiens, et est contraint à une retraite, qui n'est tempérée que par l'action des obusiers. Malgré cela, le gouvernement américain décide que cette bataille est une victoire pour son camp.

## La fin de sa vie
En octobre 1865, Dohäsan signe le traité de Little Arkansas, mais proteste vigoureusement contre le confinement dans une réserve, déclarant que les Kiowas possèdent tout le pays de la North Platte River jusqu'au Panhandle et ont besoin de cet espace. Il meurt peu après, au début de 1866.

## La fin des Kiowas comme peuple libre
Le nom de Dohäsan passe à un neveu à sa mort et celui-ci prend part aux batailles livrées par les Kiowas pour demeurer libres. Il fait partie de la délégation envoyée à Washington en 1872, dans ce but. Lorsque les Kiowas restants se retirent dans une réserve, près de Fort Still, il s'y retire avec sa famille et y vit en paix jusqu'à sa mort ; en 1892, il confie la chronique familiale commencée par son oncle au capitaine Hugh L. Scott, qui à son tour la donne à la Smithsonian Institution.